# Medo (mitologia)
Medo (in greco antico: Μῆδος?, Mêdos) è un personaggio della mitologia greca, figlio di Medea e di Egeo, quest'ultimo era un re di Atene.

## Mitologia
Sua madre Medea (una maga in grado di compiere sortilegi) fece di tutto per evitare che il figliastro Teseo (il figlio primogenito di Egeo avuto da Etra) potesse succedere al trono al posto di Medo, così affidò a Teseo l'impresa di catturare il Toro di Creta; Teseo ci riuscì. 

In seguito, Medea porse a Teseo un calice di vino avvelenato, ma Egeo riconobbe il figlio primogenito in quel momento e lo salvò.
Medea, infine, cercò di tornare nella Colchide portando Medo con sé, ma un naufragio li lasciò sulle coste della Colchide e furono ritrovati dai locali. Un oracolo aveva predetto a quelle genti di diffidare di loro due, così Medo disse loro di essere il figlio di Creonte (il re di Corinto) e che stava portando Medea dal padre per essere punita dall'omicidio di Creusa, ma non fu creduto e fu arrestato. 

In quel periodo in quelle terre c'era la carestia, così Medea, tramite un sortilegio, giunse di fronte al re a bordo di un carro trainato da draghi, dicendo di essere una sacerdotessa di Artemide venuta a liberare il paese dalla fame. Il re non diffidò e gli disse di avere come prigioniero il figlio del re di Tebe (Medo), che consegnò a lei. 

Medea chiese al re una spada e la porse a Medo, che così uccise il re della Colchide e governò al suo posto.
Successivamente soggiogò altri popoli ed incorporò le loro terre nel suo regno. Alla fine morì durante una campagna in India.